# Дикие травы
«Дикие травы» — четвёртый альбом фолк-рок-группы «Мельница». Презентация альбома прошла в спортивном комплексе «Олимпийский», запись этого концерта вышла на DVD 12 января 2012 года.

Новый альбом «Дикие травы» — альбом о любви, о путешествиях, возвращении, о настоящих и ложных чувствах, о том, как рождаются дети и песни. Альбом очень разный — в нём и сложный вокал, и летящая акустика, и фанк, и плотное электричество в сочетании с джазовым звучанием, и рок-баллады, и, разумеется, чистый фолк.— Хелависа

## Список композиций
| №  | Песня        | Время | Музыка                      | Текст                                 |
| -- | ------------ | ----- | --------------------------- | ------------------------------------- |
| 1  | Опасное лето | 4:24  | Хелависа                    | Хелависа, Ольга Лишина                |
| 2  | Далеко       | 4:13  | Хелависа                    | Хелависа                              |
| 3  | Шелкопряд    | 4:14  | Хелависа                    | Хелависа                              |
| 4  | А если бы он | 4:01  | Хелависа                    | Морис Метерлинк в переводе Хелависы   |
| 5  | Ведьма       | 4:54  | Хелависа                    | Хелависа, Ольга Лишина                |
| 6  | Кувшин       | 4:27  | Хелависа                    | Хелависа, Ольга Лишина, Татьяна Шварц |
| 7  | Княже        | 5:46  | Хелависа                    | Хелависа                              |
| 8  | Ветер        | 4:46  | Хелависа                    | Хелависа, Ольга Лишина                |
| 9  | Шаман        | 6:15  | Хелависа                    | Хелависа, Ольга Лишина                |
| 10 | Волкодав     | 5:01  | Аркадий Духин, Хелависа     | Александр Шаганов, Алексей Сапков     |
| 11 | Ушба         | 5:05  | Сергей Заславский, Хелависа | Хелависа                              |
| 12 | Океан        | 4:23  | Хелависа                    | Хелависа                              |
|    |              | 57:29 |                             |                                       |

## В записи приняли участие
- Наталья «Хелависа» О’Шей — вокал, кельтская арфа, кастаньеты («Далеко»)
- Сергей Заславский — флейта, аккордеон («Ушба»), вистл («Далеко»), кларнет («Ушба»), варган («Шаман»)
- Алексей Орлов — виолончель, мандолина («Опасное лето», «А если бы он»)
- Дмитрий Фролов — барабаны, перкуссия
- Алексей Кожанов — бас-гитары

### Приглашённые музыканты
- Ирина Сурина — второй вокал в песне «А если бы он»
- Елена Никитаева — второй вокал в песне «Шаман»
- Сергей Седых — гитары
- Макс Йорик — скрипка в песне «Опасное лето»
- Николай Ооржак — горловое пение в песне «Шаман»
- Пётр Никулин — диджериду в песне «Шаман»
- Оскар Чунтонов — хаммонд в песне «Княже»
- Сергей Клевенский — духовые в песне «Кувшин»
- Записано в мае-октябре 2008 года в студии Сергея Большакова
- Запись — Татьяна Данилина, Денис Юровский, Владимир Воронцов
- Сведение и мастеринг — Сергей Большаков
- Дизайнер и художник — Дина Дудина
- Художник — Софья Еловикова
- Администрирование — Алексей Тарасов
- Продюсер — Алексей Сапков